# Олаве, Хамисон
Ха́мисон Ола́ве Моске́ра (исп. Jámison Olave Mosquera; 21 апреля 1981, Медельин, Колумбия) — колумбийский футболист, выступавший на позиции центрального защитника, футбольный тренер.

## Игровая карьера
Профессиональную карьеру Олаве начал в клубе «Депортиво Кали» в 2001 году. Отправлялся в аренду: в 2002 году — в «Атлетико Уила», в 2003 году — в «Патриотас», в 2004 году — в «Бояка Чико». Вернувшись в «Депортиво Кали» в 2005 году, помог клубу завоевать чемпионский титул во второй части сезона.
20 февраля 2008 года клуб MLS «Реал Солт-Лейк» взял Олаве в аренду на один год, выплатив «Депортиво Кали» $80 тыс. В главной лиге США он дебютировал 26 апреля в матче против «Ди Си Юнайтед». 28 июля в матче против «Торонто» забил свой первый гол в MLS. 9 октября в матче открытия «Рио Тинто Стэдиум», где «Реал Солт-Лейк» встретился с «Нью-Йорк Ред Буллз», забил первый гол своей команды на стадионе. Сформировал основной тандем центральных защитников РСЛ с Нэтом Борчерсом. По окончании сезона 2008 «Реал Солт-Лейк» выкупил Олаве у «Депортиво Кали», подписав с ним контракт до конца сезона 2012. В сезоне 2009, сыграв все минуты в матчах постсезона, он помог клубу выиграть его первый Кубок MLS. В июле 2010 года Олаве получил грин-карту и в MLS перестал считаться иностранным игроком. Принимал участие Матче всех звёзд MLS 2010, где на встречу с командой звёзд лиги приехал «Манчестер Юнайтед». По итогам сезона 2010 Олаве был назван защитником года в MLS и был включён в символическую сборную MLS. 5 апреля 2011 года в ответном матче полуфинала Лиги чемпионов КОНКАКАФ 2010/11 против коста-риканской «Саприссы» забил гол, выведший «Реал Солт-Лейк» в финал турнира. 27 июля в Матче всех звёзд MLS 2011 против «Манчестер Юнайтед» получил растяжение внутренней боковой связки левого колена, из-за чего пропустил месяц. По итогам сезона 2011 во второй раз подряд был включён в символическую сборную MLS. В июле—августе 2012 года пропустил семь матчей из-за травмы подколенного сухожилия.
3 декабря 2012 года Хамисон Олаве и Фабиан Эспиндола был проданы в «Нью-Йорк Ред Буллз» за распределительные средства. Свой дебют за «Ред Буллз», 3 марта 2013 года в матче стартового тура сезона против «Портленд Тимберс», он отметил голом в чужие ворота и автоголом. 29 января 2014 года Олаве подписал новый контракт с «Нью-Йорк Буллз». 1 августа дисциплинарным комитетом MLS Олаве был дисквалифицирован на две игры и оштрафован на нераскрытую сумму за «агрессивное поведение» в отношении Ольмеса Гарсии в матче против «Реал Солт-Лейк» 30 июля.
10 декабря 2014 года Олаве был продан обратно в «Реал Солт-Лейк» за распределительные средства. 7 июня 2015 года в матче против «Колорадо Рэпидз» получил растяжение четырёхглавой мышцы правого бедра, из-за чего пропустил следующие девять матчей, вернувшись на поле 15 августа в матче против «Портленд Тимберс». Забил единственный гол в матче последнего тура группового этапа Лиги чемпионов КОНКАКАФ 2015/16 против гватемальского «Мунисипаля» 20 октября. По окончании сезона 2015 Олаве подписал новый контракт с «Реал Солт-Лейк». В январе 2016 года болельщиками «Реал Солт-Лейк» была составлена символическая сборная всех времён за 11-летний период существования клуба, куда попал и Олаве. 19 марта в матче против «Портленд Тимберс» в десятый раз за свою карьеру в MLS был удалён с поля, и тем самым установил новый антирекорд лиги по красным карточкам. По окончании сезона 2016 Олаве покинул «Реал Солт-Лейк», после того как клуб не стал продлевать его контракт.

## Тренерская карьера
В начале 2017 года Олаве вошёл в тренерский штаб «Реал Монаркс», фарм-клуба «Реал Солт-Лейк», в качестве ассистента главного тренера Майка Петке. Продолжил ассистировать и преемнику Петке — Марку Бриггзу. После увольнения Бриггза 23 августа 2018 года Олаве было поручено исполнять обязанности главного тренера. После назначения главным тренером Мартина Васкеса 21 января 2019 года он вернулся на позицию ассистента. После ухода Васкеса 1 июля Олаве вновь начал временно исполнять обязанности главного тренера. В октябре 2019 года «Реал Монаркс» ни разу не проиграл, одержав три победы в четырёх матчах, за что Олаве был назван тренером месяца в Чемпионшипе ЮСЛ. Под его руководством клуб завершил сезон, завоевав чемпионский титул, после чего 20 ноября он был назначен главным тренером на постоянной основе.

## Достижения
Как игрока
Командные
 «Депортиво Кали»
- Чемпион Колумбии: финалисасьон 2005

 «Реал Солт-Лейк»
- Чемпион MLS (обладатель Кубка MLS): 2009

 «Нью-Йорк Ред Буллз»
- Победитель регулярного чемпионата MLS: 2013

Индивидуальные
- Защитник года в MLS: 2010
- Член символической сборной MLS: 2010, 2011
- Участник Матча всех звёзд MLS: 2010, 2011

Как тренера
Командные
 «Реал Монаркс»
- Чемпион USL Championship: 2019

Индивидуальные
- Тренер месяца в USL Championship: октябрь 2019